# Kadın Efendi
Kadın Efendi (osmanisch قادين افندى) ist ein Titel, der den ersten vier Gattinnen des osmanischen Sultans ab Sultan Mehmed IV. verliehen wurde.
Die Baş Kadın Efendi (Basch Kadinefendi) war die erste Gemahlin des Sultans und nach der Mutter des Herrschers die zweite Machtinhaberin über den Sultansharem. Lebte die Sultansmutter (Valide Sultan) nicht, so verfügte sie über den Harem und konnte sich sogar in politische Angelegenheiten einmischen.
Auch die restlichen Gattinnen des Sultans hatten bestimmte Befugnisse im Harem und konnten sich ebenfalls, wenn auch begrenzt, in die Politik einmischen. Doch sie besaßen nicht so viel Mitspracherecht wie die Baş Kadın Efendi.